# Torre
Torre  (port. "wieża") – najwyższy szczyt kontynentalnej Portugalii o wysokości 1993 m n.p.m. Znajduje się w pasmie Serra da Estrela. Na szczycie w 1948 roku wybudowano 7-metrową wieżę, tak aby najwyższy punkt kontynentalnej Portugalii sięgał 2000 m n.p.m. Pod sam rozległy wierzchołek można dotrzeć drogą jezdną biegnącą pomiędzy miejscowościami Seia i Covilhã.
Najwyższym szczytem Portugalii jest Pico na Azorach.